# Am Hang (Film)
Am Hang ist ein schweizerisch-deutscher Spielfilm von Markus Imboden aus dem Jahr 2013. Er ist eine Verfilmung des gleichnamigen Romans Am Hang des Schweizer Schriftstellers Markus Werner und erzählt die Geschichte von zwei Männern und einer Frau. Beteiligt an der Produktion waren die Filmcoopi Zürich AG und die Arsenal Filmverleih GmbH. 
Der Film wurde am 4. Oktober 2013 beim Zürich Film Festival uraufgeführt. Der reguläre Kinostart war in der Schweiz am 24. Oktober 2013, in Deutschland am 28. November 2013. Am 13. Juni 2014 zeigte Arte den Film erstmals im Fernsehen.

## Inhalt
Felix versucht verzweifelt zu begreifen, dass ihn seine Frau Valerie nach 15 Jahren Ehe verlassen hat. Er kann sie nicht gehen lassen, obwohl die letzten Jahre schon auch von Routine geprägt waren. In seinem Liebeskummer kehrt er noch einmal nach Merano zurück, jenem Ort, wo es zum letzten Bruch kam. Er belagert seine verflossene Liebste regelrecht und beobachtet sie mit einem Teleskop aus der Ferne. In einem Hotelrestaurant lernt er zufällig einen fremden Mann kennen: Thomas, ein Rechtsanwalt, spezialisiert auf Scheidungsrecht. Er weiß aber noch nicht, um wen es sich handelt. Auch Thomas weiß zunächst nicht, wen er vor sich hat.
Sie kommen in Kontakt miteinander und sprechen über ihre Erinnerungen an diesen Ort, ohne Details zu nennen. Felix gibt sich als Verfechter der Beständigkeit der Liebe, von Ehe und Vertrauen. Thomas hingegen glaubt an nichts von alldem, nur an den flüchtigen Moment der Verliebtheit. Obwohl die Männer aufgrund ihrer unterschiedlichen Einstellungen in Streit geraten, erzählen sie immer mehr aus ihrem Liebesleben und merken dabei nicht, dass sie beide über ein und dieselbe Frau reden.
Als Felix erkennt, dass Thomas (jünger, schlank, gut gebaut, voller Vitalität) der Grund ist, weshalb Valerie ihn verlassen hat, beginnt er aus verletzter Männlichkeit und gekränkter Eitelkeit ein perfides Spiel. Er will Rache nehmen am Konkurrenten.

## Kritik
„Sehr klug hat Imboden ein Sprach- und Gedankenspiel zu etwas Eigenem und Wesentlichem gerafft.“

„Hübchen geht aufs Ganze in seinem Spiel. Erschöpfung, Hass, Trauer, das Wissen um die Demütigungen des Alterns. […] Max Simonischek ist ihm ebenbürtig in seinem Facettenreichtum.“

„Die exquisiten Schauspieler Martina Gedeck, Henry Hübchen und Max Simonischeck führen in der Bestseller-Verfilmung «Am Hang» ein süffisantes Dreiecksspiel vor Alpenpanorama auf. […] Max Simonischek ist ein junger Scheidungsanwalt und macht sehr elegant auf Frauenflüsterer und Schnösel, während ihm die Selbstbegeisterung nur so aus den Augen blitzt. […] Es ist hochvirtuos, wie sich Hübchen und Simonischek charmieren und belauern und bekämpfen.“